# Pamelsche Warte

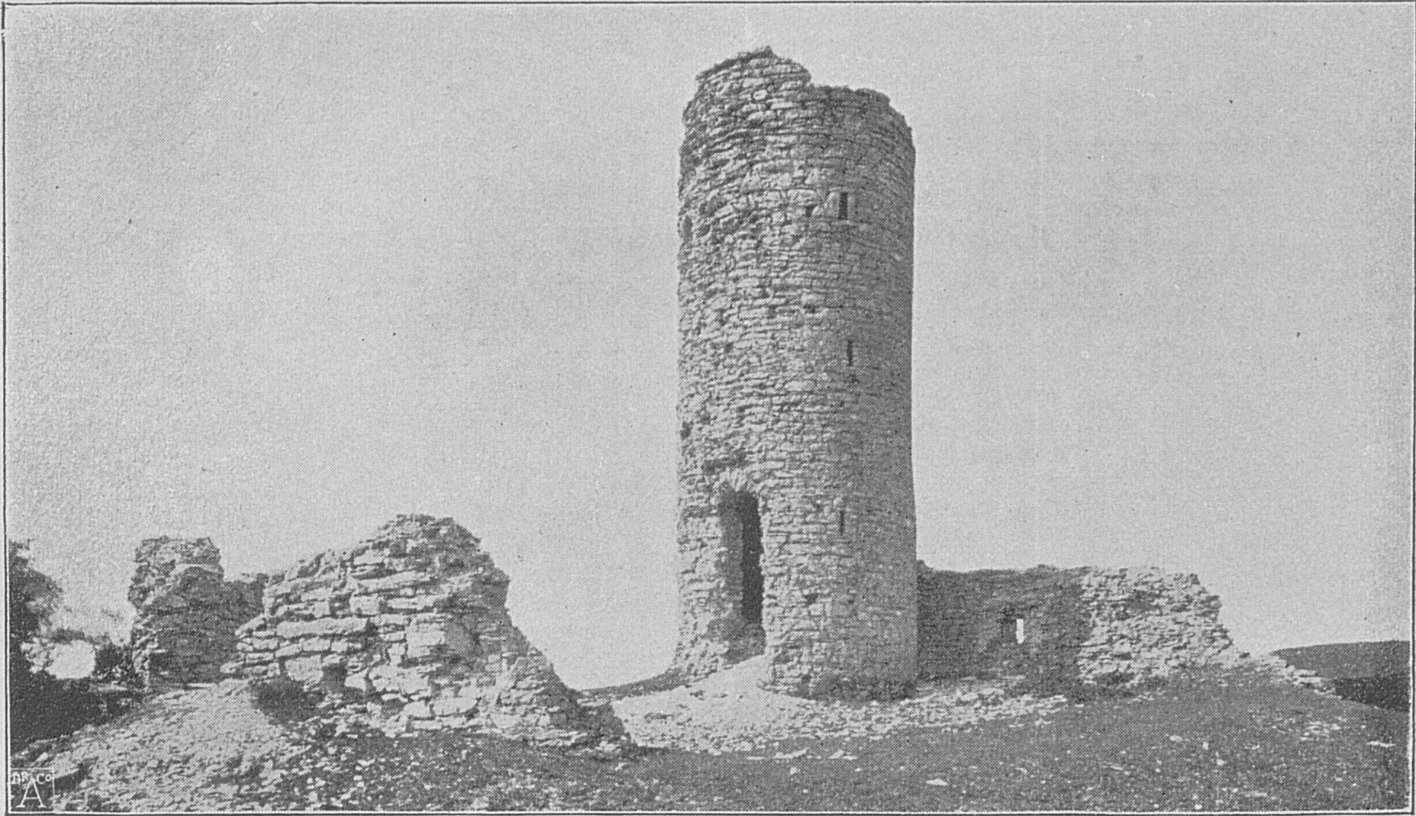
Pamelsche Warte Ende des 19. Jahrhunderts

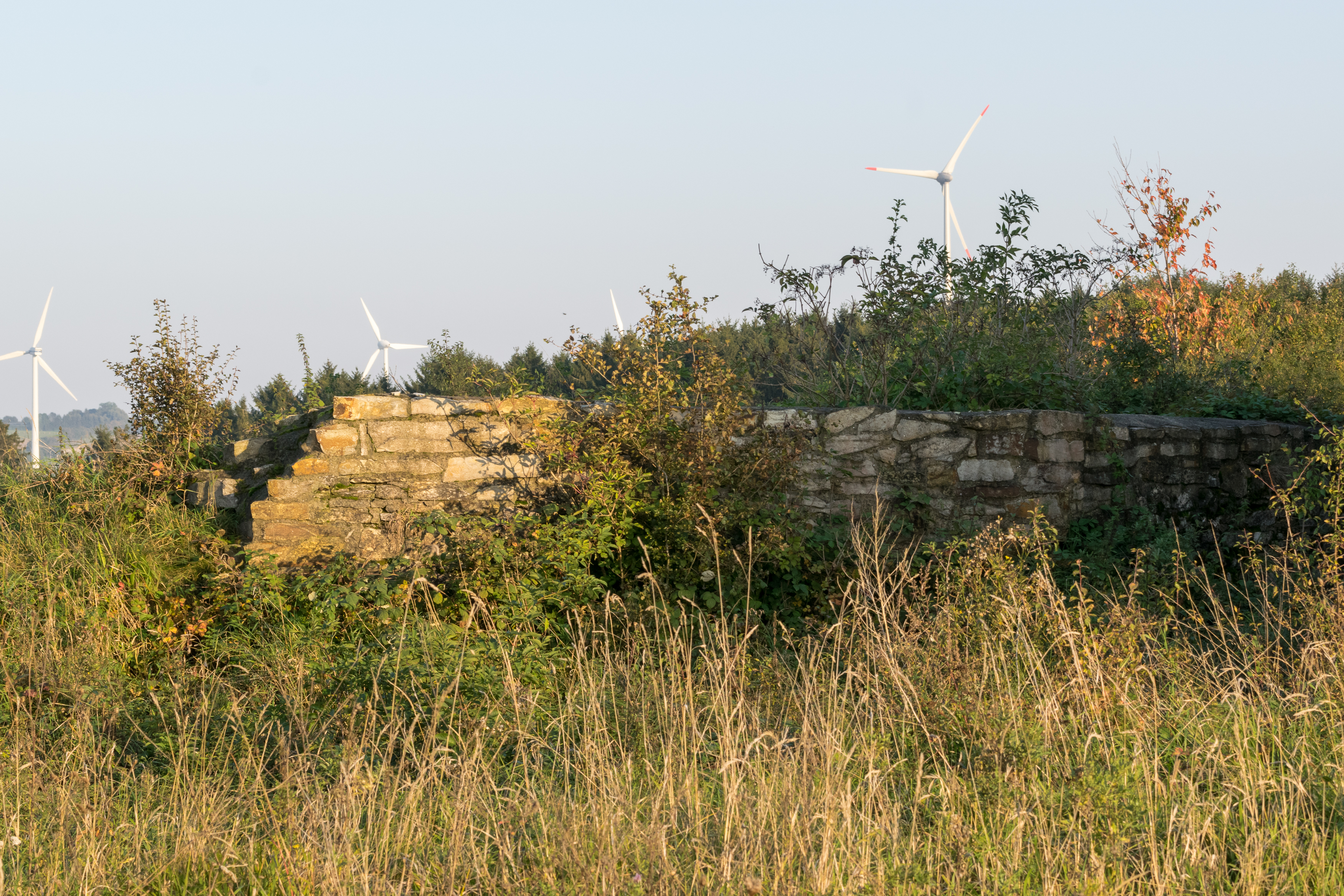
Mauerreste im Jahr 2015

Die Pamelsche Warte oder auch Pamelswarte ist ein ehemaliger Wartturm der Landwehr von Paderborn. Die Mauerreste sind seit dem 3. November 1987 als Baudenkmal in der Denkmalliste der Stadt Paderborn eingetragen.

## Geschichte
Die Paderborner Feldmark war vermutlich seit dem 14. Jahrhundert durch eine Landwehr mit Warttürmen geschützt. Östlich der Innenstadt standen die Haxter Warte und die Pamelsche Warte. Bei der Pamelschen Warte handelte es sich um einen runden, dreigeschossigen Turm in gotischer Bauweise mit Schießscharten. Der Turm war umgeben von einer Ringmauer, darum eine Umwallung.
Anfang des zwanzigsten Jahrhunderts waren von den mindestens sieben Warttürmen nur noch die beiden oben genannten erhalten. Im Vorfeld des Zweiten Weltkriegs entstand an der Pamelschen Warte ein Übungsplatz für die Wehrmacht und der Turm wurde als Beobachtungsturm wieder hergerichtet. Gegen Kriegsende sollte der Turm jedoch einem Ausweichflugplatz weichen. Irrtümlich wurde dabei zuerst die Haxter Warte gesprengt, dann fiel auch die Pamelsche Warte. Nach Kriegsende richtete die Britische Armee auf dem Gelände einen Standortübungsplatz ein. Während die Haxter Warte 1986 wieder aufgebaut wurde, sind von der Pamelschen Warte am Rande des militärischen Sperrgebiets bis heute nur Reste der Ringmauer sichtbar.